# Lola Mk4
Lola Mk4 – samochód Formuły 1 skonstruowany przez Lola Racing Cars w 1962 roku. Mk4 został zaprojektowany przez założyciela, właściciela i głównego projektanta Loli Erika Broadleya na zlecenie Rega Parnella, właściciela Bowmaker Racing Team. Mk4 był pierwszym samochodem Loli ścigającym się w Formule 1. W 1963 roku w Formule 1 ścigał się pochodzący od Loli Mk4 model Mk4A.

## Historia
Projekt samochodu był zasadniczo zgodny z doświadczeniami Broadleya w Formule Junior; nadwozie opierało się na stalowej kratownicy przestrzennej usztywnionej przegrodami z przodu i za kierowcą. Silnik, zamontowany wzdłużnie w nadwoziu, był chłodzony wentylatorem umieszczonym z przodu nadwozia; dwie rury kratownicy służyły jako rury chłodzące silnik. Jako że firma Coventry Climax opóźniała się z dostawą nowego silnika V8, samochód był skonstruowany wokół starszego silnika Climax FPF R4.
Mk4 zadebiutował w niewliczanych do klasyfikacji Mistrzostw Świata Formuły 1 Grand Prix Brukseli, gdzie zakwalifikował się w środku stawki, ale nie dojechał do mety. W oficjalnym wyścigu Formuły 1 debiut modelu przypadł na Grand Prix Holandii; wtedy już Mk4 były wyposażone w nowe, mocniejsze silniki Climax FWMV V8. W debiucie modelu w Formule 1 John Surtees wywalczył nim pole position, ale w wyścigu ponownie we znaki dała się słaba niezawodność samochodu: ani Surtees, ani Roy Salvadori, nie ukończyli wyścigu. Pierwsze zwycięstwo model odniósł w odbywającym się w środku sezonu wyścigu 2000 Guineas na Mallory Park. Samochód jednak za bardzo się wyginał.
Namiastką rozwiązania problemu wyginania było przyspawanie dodatkowych rur do kokpitu Mk4. Kiedy do nadwozia poprawionej wersji, oznaczonej Mk4A, zostały wspawane dodatkowe panele, Broadley opisał taką konstrukcję jako "półmonocoque". Mimo to z nowym samochodem rezultaty z powodu braku funduszy nie poprawiły się znacznie, a pod koniec sezonu samochód zdecydowanie nie był konkurencyjny. Dopiero podczas wyścigu Formuły Interkontynentalnej wyposażony w zmodyfikowany silnik Climax FPF R4 o pojemności 2.75 pokazał dobre osiągi. Dwa modele Mk4 wyposażone w takie silniki wzięły udział w rozgrywanych na początku 1963 roku zamorskich Grand Prix Nowej Zelandii i Grand Prix Australii, a ich kierowcami byli John Surtees i Tony Maggs. Surtees wygrał Grand Prix Nowej Zelandii i był drugi w Grand Prix Australii, po czym przeszedł do Ferrari.
W sezonie 1963 z modeli Mk4 bądź Mk4A korzystał zespół Reg Parnell Racing, z tym że zespół ten korzystał także z Lotusów 24. Jeden model Mk4 został sprzedany ścigającemu się dla zespołu DW Racing Enterprises Bobowi Andersonowi, który wystawił go w wielu oficjalnych i nieoficjalnych wyścigach Formuły 1, wygrywając Grand Prix Rzymu 1963.

## Wyniki w Formule 1
| Legenda oznaczeń w tabelach wyników Wyświetl szablon na nowej stronie | Legenda oznaczeń w tabelach wyników Wyświetl szablon na nowej stronie                                                                     |
| Oznaczenie                                                            | Wyjaśnienie |
| --------------------------------------------------------------------- | --- |
| Złoty                                                                 | Zwycięzca lub mistrzostwo |
| Srebrny                                                               | 2. miejsce lub wicemistrzostwo |
| Brązowy                                                               | 3. miejsce lub II wicemistrzostwo |
| Zielony                                                               | Ukończył, punktował (w klasyfikacji generalnej, gdy zdobył co najmniej jeden punkt na przestrzeni sezonu, poza trzema powyższymi opcjami) |
| Niebieski                                                             | Ukończył, nie punktował (w klasyfikacji generalnej, gdy nie zdobył co najmniej jednego punktu na przestrzeni sezonu)                      |
| Czerwony                                                              | Nie zakwalifikował się (NZ) |
| Czerwony                                                              | Nie prekwalifikował się (NPK) |
| Różowy                                                                | Nie ukończył (NU) |
| Różowy                                                                | Niesklasyfikowany (NS) (w klasyfikacji generalnej, gdy nie został sklasyfikowany w żadnym wyścigu sezonu)                                 |
| Czarny                                                                | Zdyskwalifikowany (DK) |
| Czarny                                                                | Wykluczony (WYK/EX) |
| Biały                                                                 | Nie wystartował (NW) |
| Biały                                                                 | Kontuzjowany (K/INJ) |
| Biały                                                                 | Wyścig odwołany (OD/C) |
| Bez koloru                                                            | Został wycofany (WYC/WD) |
| Bez koloru                                                            | Nie przybył (NP/DNA) |
| Bez koloru                                                            | Nie brał udziału w treningach (NT/DNP) |
| Bez koloru                                                            | Nie został zgłoszony (–) |
| Pogrubienie                                                           | Start z pole position |
| Kursywa                                                               | Najszybsze okrążenie wyścigu |
| †                                                                     | Nie ukończył, ale jego rezultat został zaliczony ze względu na przejechanie więcej niż 90% dystansu wyścigu.                              |
| *                                                                     | Sezon w trakcie |
| 1/2/3                                                                 | Punktowana pozycja w sprincie kwalifikacyjnym                                                                                             |
| Lista systemów punktacji Formuły 1                                    | |

| Sezon | Zespół                | Silnik    | Opony | Kierowcy            | 1   | 2   | 3   | 4   | 5   | 6   | 7   | 8   | 9   | 10  | Punkty | Miejsce |
| ----- | --------------------- | --------- | ----- | ------------------- | --- | --- | --- | --- | --- | --- | --- | --- | --- | --- | ------ | ------- |
| 1962  | Bowmaker Racing Team  | Climax V8 | D     |                     | NLD | MCO | BEL | FRA | GBR | DEU | ITA | USA | ZAF |     | 19     | 4       |
| 1962  | Bowmaker Racing Team  | Climax V8 | D     | John Surtees        | NU  | 4   | 5   | 5   | 2   | 2   | NU  | NU  | NU  |     | 19     | 4       |
| 1962  | Bowmaker Racing Team  | Climax V8 | D     | Roy Salvadori       | NU  | NU  |     | NU  | NU  | NU  | NU  |     | NU  |     | 19     | 4       |
| 1963  | Reg Parnell Racing    | Climax V8 | D     |                     | MCO | BEL | NLD | FRA | GBR | DEU | ITA | USA | MEX | ZAF | 0      | 13      |
| 1963  | Reg Parnell Racing    | Climax V8 | D     | Maurice Trintignant | NU  |     |     |     |     |     |     |     |     |     | 0      | 13      |
| 1963  | Reg Parnell Racing    | Climax V8 | D     | Lucien Bianchi      |     | NU  |     |     |     |     |     |     |     |     | 0      | 13      |
| 1963  | Reg Parnell Racing    | Climax V8 | D     | Chris Amon          |     | NU  | NU  | 7   | 7   | NU  |     |     |     |     | 0      | 13      |
| 1963  | Reg Parnell Racing    | Climax V8 | D     | John Campbell-Jones |     |     |     |     | 13  |     |     |     |     |     | 0      | 13      |
| 1963  | Reg Parnell Racing    | Climax V8 | D     | Mike Hailwood       |     |     |     |     |     |     | NU  |     |     |     | 0      | 13      |
| 1963  | Reg Parnell Racing    | Climax V8 | D     | Masten Gregory      |     |     |     |     |     |     |     | NU  | NU  |     | 0      | 13      |
| 1963  | DW Racing Enterprises | Climax V8 | D     | Bob Anderson        |     |     |     |     | 12  |     | 12  |     |     |     | 0      | 13      |